# Boma

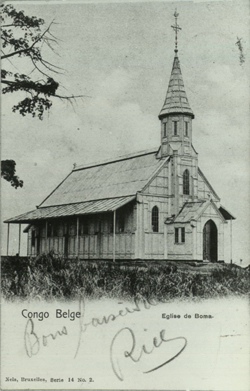
Església de Boma.

Boma és una ciutat portuària de la República Democràtica del Congo, situada al Baix Congo. El 2004 tenia una població estimada de 171.552 habitants.
Va ser la capital de l'Estat Lliure del Congo des de l'1 de maig de 1886, i va continuar sent la capital del Congo Belga fins al 1926, any en què la capitalitat va ser traslladada a Léopoldville, actual Kinshasa. Proveïda de port i estació de ferrocarril, Boma exporta fusta, bananes, cacau i productes de palma.